# 6-Stunden-Rennen von Vallelunga 1976

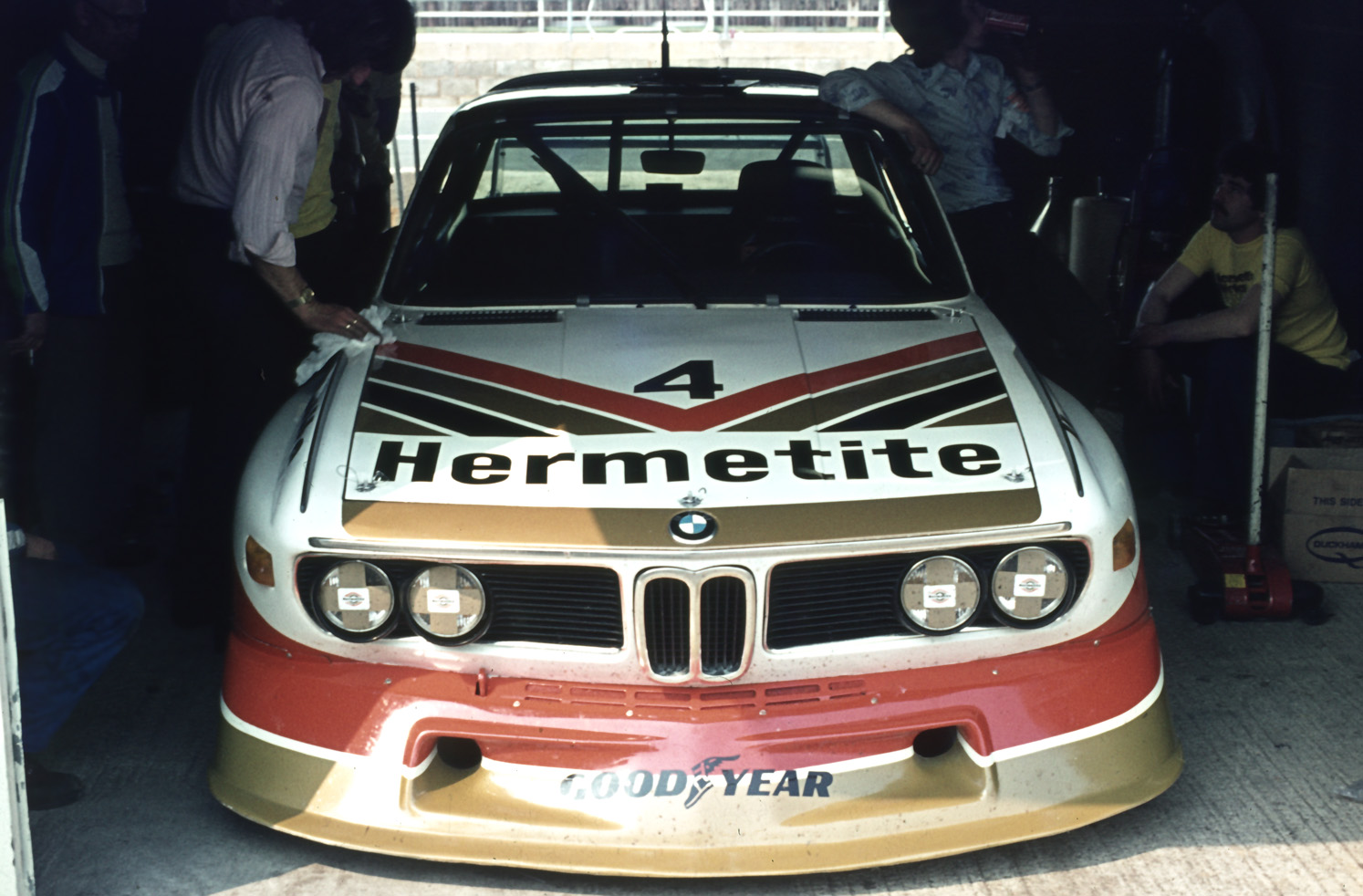
Der viertplatzierte BMW 3.5 CSL von John Fitzpatrick und Tom Walkinshaw

Das 6-Stunden-Rennen von Vallelunga 1976, auch Trofeo Ignazio Giunti, 6 Ore di Vallelunga, Vallelunga, fand am 4. April auf dem Autodromo Vallelunga statt. Das Rennen war der zweite Wertungslauf der Sportwagen-Weltmeisterschaft dieses Jahres.

## Das Rennen
Mit dem 6-Stunden-Rennen auf der Rennstrecke in Campagnano di Roma wurde die Sportwagen-Weltmeisterschaft 1976 fortgesetzt. Der erneute Zweikampf zwischen den Werkswagen von Porsche und BMW endete, wie schon bei der Saisoneröffnung in Mugello, mit einem deutlichen Gesamtsieg der Porsche-Mannschaft Jacky Ickx und Jochen Mass. Im Ziel hatte ihr Porsche 935 16 Runden Vorsprung auf den schnellsten BMW 3.5 CSL, gefahren von Sam Posey, Harald Grohs und Hughes de Fierlant.

## Ergebnisse

### Schlussklassement
| 1               | Gr. 5 | 1  | Martini Racing         | Jacky Ickx Jochen Mass                                | Porsche 935             | 270 |
| 2               | Gr. 5 | 5  | Faltz Alpina           | Sam Posey Harald Grohs Hughes de Fierlant             | BMW 3.5 CSL             | 254 |
| 3               | Gr. 5 | 23 | Kenneth Leim           | Kenneth Leim Kurt Simonsen                            | Porsche Carrera RSR     | 235 |
| 4               | Gr. 5 | 23 | Hermetite BMW          | John Fitzpatrick Tom Walkinshaw                       | BMW 3.5 CSL             | 243 |
| 5               | GT    | 12 | Jolly Club             | Giorgio Schön Luigi Tommasi Giuseppe Bianco           | Porsche 934             | 242 |
| 6               | Gr. 5 | 29 | Michele di Gioia       | Michele di Gioia Vittorio Bernasconi                  | Porsche Carrera RSR     | 242 |
| 7               | GT    | 9  | Scuderia Brescia Corse | Gabriele Gottifredi Girolamo Capra Ruggero Parpinelli | Porsche 934             | 238 |
| 8               | GT    | 24 | Jolly Club             | Gianfranco Ricci Renzo Zorzi                          | Lancia Stratos H.F.     | 238 |
| 9               | Gr. 5 | 11 | Scuderia Brescia Corse | Maurizio Micangeli Carlo Pietromarchi Mario Radicella | De Tomaso Pantera       | 238 |
| 10              | Gr. 5 | 14 | Gelo Racing            | Franco Bernabei Gianluigi Picchi                      | Porsche 934             | 229 |
| 11              | Gr. 5 | 36 | Jolly Club             | Federico D’Amore Romeo Camathias Martino Finotto      | Ford Escort RS 2000 BDG | 229 |
| 12              | Gr. 5 | 34 | Mario Ruoso            | Mario Ruoso Gianfranco Palazzoli                      | Ford Escort RS 2000     | 223 |
| 13              | Gr. 5 | 25 | Scuderia Brescia Corse | Mario Radicella Germano Nataloni                      | Porsche Carrera RSR     | 202 |
| Ausgefallen     |       |    |                        |                                                       |                         |     |
| 14              | GT    | 8  | Louis Meznarie         | Hubert Striebig Anne-Charlotte Verney                 | Porsche 934             | 227 |
| 15              | Gr. 5 | 21 | Lancia Corse           | Vittorio Brambilla Carlo Facetti                      | Lancia Stratos Turbo    | 185 |
| 16              | Gr. 5 | 2  | Schnitzer              | Dieter Quester Albrecht Krebs                         | BMW 3.5 CSL             | 169 |
| 17              | GT    | 7  | Egon Evertz K.G.       | Leo Kinnunen Egon Evertz                              | Porsche 934             | 125 |
| 18              | Gr. 5 | 33 | Ciro Nappi             | Cosimo Turizio Ricciardo Ricci Ciro Nappi             | BMW 2002 Ti             | 76  |
| 19              | Gr. 5 | 27 | Jolly Club             | Kemal Nuri Pelit Giorgio Schön                        | Porsche Carrera RSR     | 48  |
| 20              | Gr. 5 | 3  | Porsche Kremer Racing  | Hans Heyer Bob Wollek                                 | Porsche 935             | 37  |
| 21              | Gr. 5 | 35 | Vesuvio                | Carlo Giorgio Cosimo Turizio Ciro Nappi               | Ford Escort BDG         | 25  |
| 22              | Gr. 5 | 32 | Jolly Club             | Martino Finotto Umberto Grano                         | Ford Escort Mk II BDG   | 11  |
| 23              | Gr. 5 | 31 | Claudio Francisci      | Claudio Francisci Maurizio Gellini                    | Alfa Romeo GTA          | 6   |
| 24              | GT    | 15 | Marco Curti            | Marco Curti Roberto Nardini                           | De Tomaso Pantera       | 1   |
| Nicht gestartet |       |    |                        |                                                       |                         |     |
| 25              | Gr. 5 | 22 | Gianfranco Palazzoli   | Arturo Merzario Gianfranco Palazzoli                  | BMW 2002 Tii Turbo      | 1   |

1 Motorschaden im Training

### Nur in der Meldeliste
Hier finden sich Teams, Fahrer und Fahrzeuge, die ursprünglich für das Rennen gemeldet waren, aber aus den unterschiedlichsten Gründen daran nicht teilnahmen.
| Pos. | Klasse | Nr. | Team                   | Fahrer                                              | Chassis             |
| ---- | ------ | --- | ---------------------- | --------------------------------------------------- | ------------------- |
| 26   | GT     | 6   | Egon Evertz K.G.       | Lella Lombardi                                      | Porsche Carrera RSR |
| 27   | Gr. 5  | 26  | Scuderia Brescia Corse | Carlo Rebai Bruno Rebai                             | Porsche 914/6       |
| 28   | Gr. 5  | 28  | Ateneo                 | Robert Chiaramonte Salvatore Barraco                | Porsche Carrera RSR |
| 29   | ser. T | 30  | Goffredo Larini        | Goffredo Larini Sergio Scalabrini Giotto Bizzarrini | Opel Commodore GS/E |

### Klassensieger
| Klasse | Fahrer        | Fahrer        | Fahrer          | Fahrzeug    | Platzierung im Gesamtklassement |
| ------ | ------------- | ------------- | --------------- | ----------- | ------------------------------- |
| Gr. 5  | Jochen Mass   | Jacky Ickx    |                 | Porsche 935 | Gesamtsieg                      |
| GT     | Giorgio Schön | Luigi Tommasi | Giuseppe Bianco | Porsche 934 | Rang 5                          |

### Renndaten
- Gemeldet: 29
- Gestartet: 24
- Gewertet: 13
- Rennklassen: 2
- Zuschauer: unbekannt
- Wetter am Renntag: warm und trocken
- Streckenlänge: 3,200 km
- Fahrzeit des Siegerteams: 6:00:00,000 Stunden
- Gesamtrunden des Siegerteams: 270
- Gesamtdistanz des Siegerteams: 862,574 km
- Siegerschnitt: 143,762 km/h
- Pole Position: Jochen Mass – Porsche 935 (#1) – 1:14,700 = 154,217 km/h
- Schnellste Rennrunde: Jacky Ickx – Porsche 935 (#1) – 1:16,900 = 149,805 km/h
- Rennserie: 2. Lauf zur Sportwagen-Weltmeisterschaft 1976